# 大阪府歯科医師会附属歯科衛生士専門学校

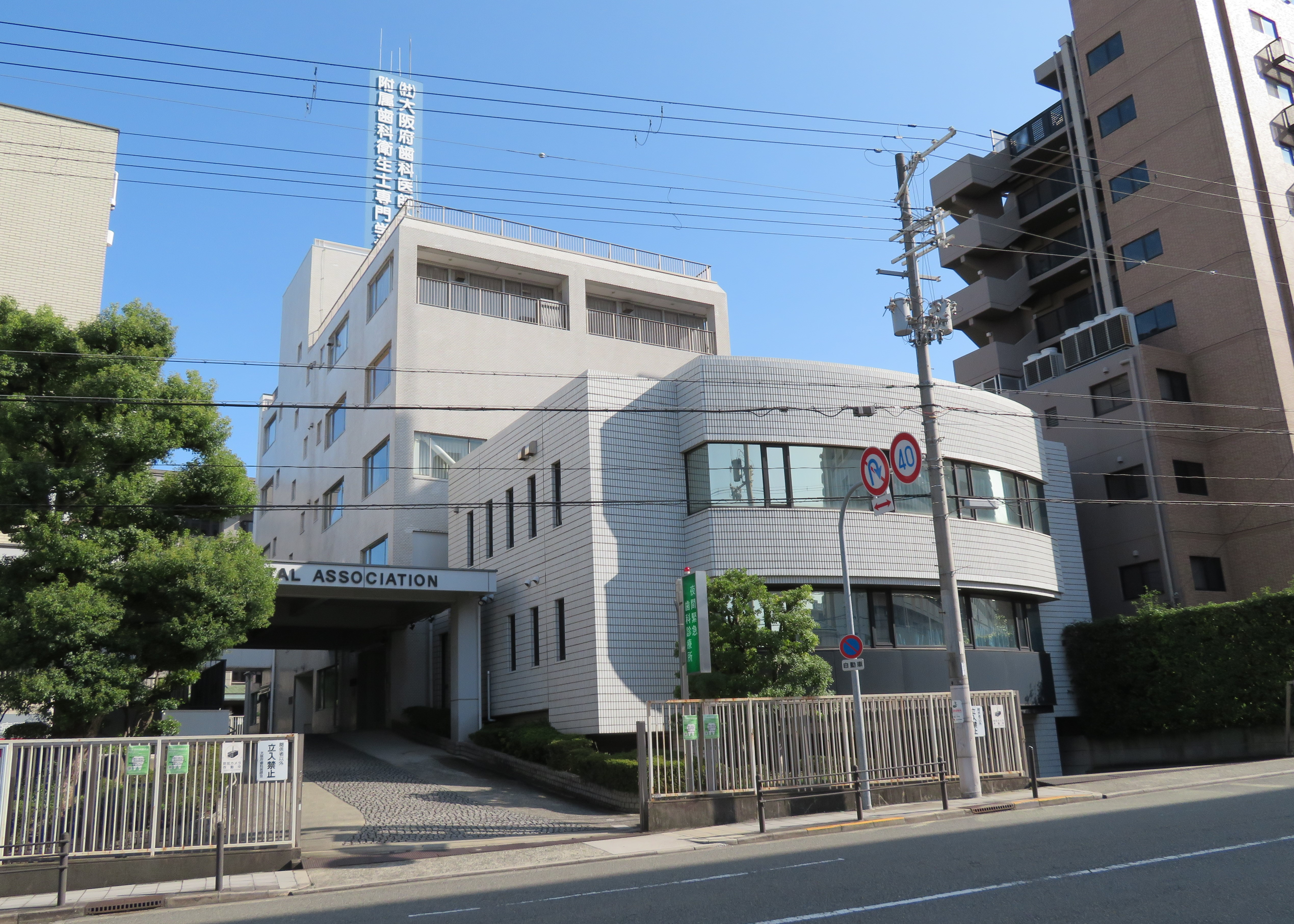
大阪府歯科医師会附属歯科衛生士専門学校

大阪府歯科医師会附属歯科衛生士専門学校（おおさかふしかいしかいふぞくしかえいせいしせんもんがっこう）は、社団法人大阪府歯科医師会が運営する大阪市天王寺区にある専修学校。募集人員は約80人。理事長は松尾　孝人、校長は内田　実。

## 概要
社団法人大阪府歯科医師会によって創立され1970年（昭和45年）12月5日に設立された。分野は、歯科衛生士課程・歯科衛生士学科。

## 出身者
過去には、国家試験全国1位の卒業生も輩出

## 所在地
〒543-0033 大阪市天王寺区堂ヶ芝1丁目3番27号

## 交通アクセス
JR大阪環状線桃谷駅・Osaka Metro千日前線鶴橋駅下車